# Скорпион (линейный корабль)
«Скорпион» — 60-пушечный парусный линейный корабль Азовского флота России.

## Описание корабля
Один из двух кораблей одноименного типа, построенных в Воронеже. Вооружение корабля составляли 60 орудий, а экипаж состоял из 550 человек.
Девиз корабля — «Смертью его исцеляются».

## История службы
Корабль «Скорпион» был заложен в Воронеже в январе 1704 года и, после спуска на воду в 1709 году вошёл в состав Азовского флота. Строительство вёл корабельный мастер Осип Най.
В 1710 году судно перестраивалось в Таврове для участия в кампании 1711 года, но на воду весной 1711 года спущено не было из-за малой воды в реке Воронеж. Корпус корабля был разобран на стапеле в Таврове в 1727 году.

## Командиры корабля
- В. Шельтинг (1711 год)[2].